# Bathystolma brunnea
Bathystolma brunnea är en fjärilsart som beskrevs av Turner 1932. Bathystolma brunnea ingår i släktet Bathystolma och familjen nattflyn. Inga underarter finns listade i Catalogue of Life.